# Lers Vilmos
Szepesbélai báró Lers Vilmos, Lers Vilmos Géza Pál (Pest, 1869. május 4. – Budapest, 1923. március 3.) magyar nemzetközi jogi író, államtudományi doktor, miniszteri titkár, külügyminisztériumi államtitkár. Szörényi Éva Kossuth-díjas színésznő nagyapja.

## Élete
Lers Jakab Pál (1818–1894) mérnök és Herqui Mária Franciska (1843–1913) fia. Középiskolai tanulmányait Budapesten végezte és az egyetemen joghallgató volt. 1891. októberben nyerte el az államtudományok doktori oklevelét és novemberben mint címzetes segédfogalmazó a kereskedelmi minisztériumba lépett, ahol az elnöki osztályban a miniszterek személye körüli teendőket végezte. 1899. szeptember 15-én miniszteri titkári címet és jelleget nyert. A magyar folyam- és tengerhajózási részvénytársaságnál felügyelő bizottsági tag volt. 1913-ban államtitkári rangot kapott, majd 1917-ben a bárói címet is elnyerte.
1900 és 1904 között a Keleti Kereskedelmi Akadémián tanított, majd 1902-ben magántanári képesítést szerzett. 1915-ben egyetemi nyilvános rendkívüli, majd 1921-ben címzetes nyilvános rendes tanár lett. 1919. augusztus és 1920. augusztus között mint külügyminisztériumi államtitkár működött. 1920-ban a magyar békeküldöttség fődelegátusa volt, 1922-ben országgyűlési képviselő lett egységes párti programmal. Halálát agyvérzés okozta, sírja a Fiumei úti Sírkertben található.
Felesége szörényi Reischl Elvira (1870–1948) volt.

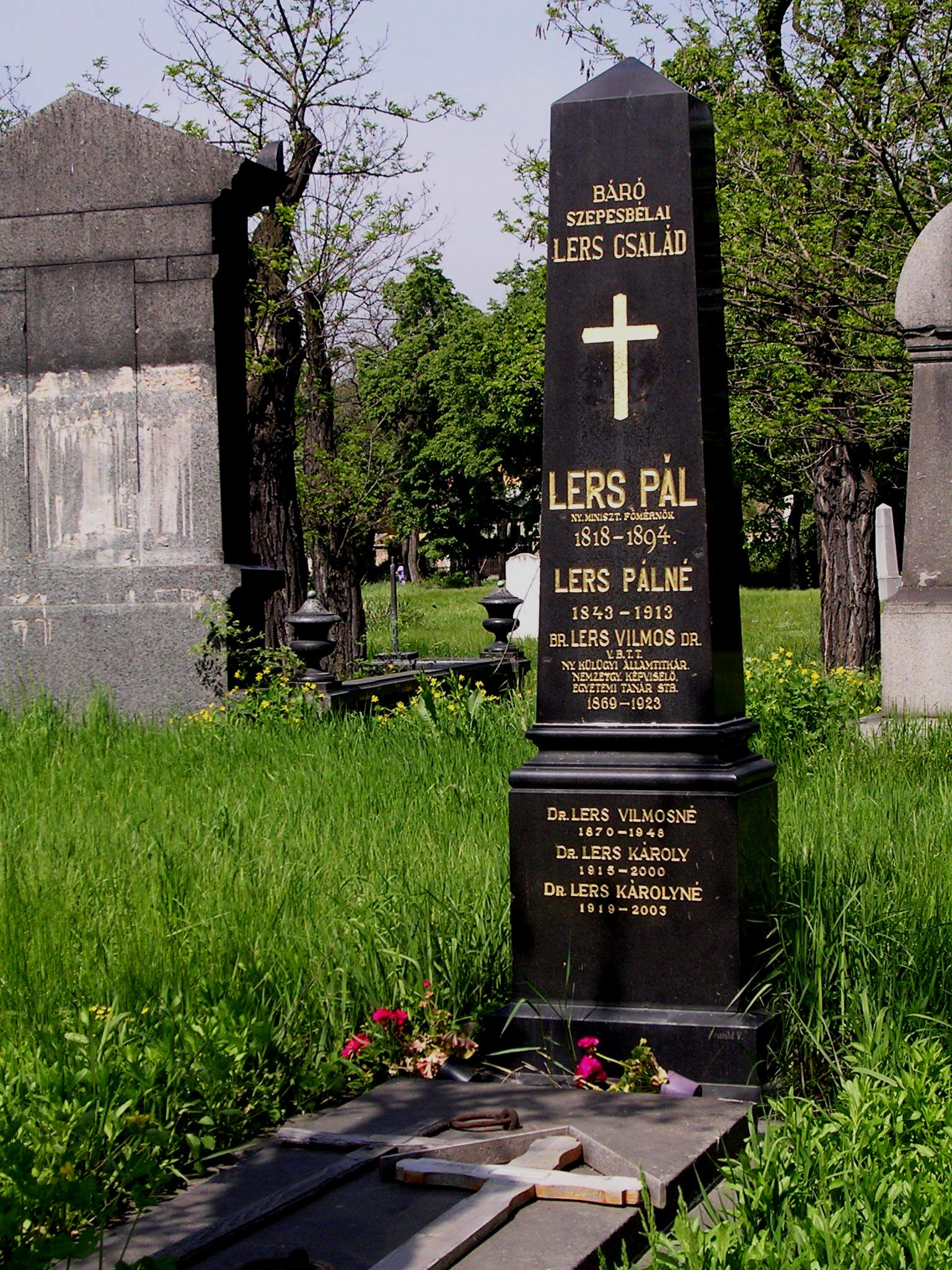
A Lers család sírja a Fiumei úti sírkertben (9/2-1-21/22)

Számos kisebb cikket írt a magyar szépirodalmi folyóiratokba; segédmunkatársa volt a Jettelnek (Handbuch des internationalen Privat- und Strafrechtes, Bécs, 1893.), munkatársa a Mischler és Ulbrich főszerkesztése alatt Bécsben megjelent Oesterreichisches Staatswörterbuchnak; a Pallas nagy Lexikonának és a Közigazgatási Lexikonnak is.

## Munkái
- A Duna folyóra vonatkozó nemzetközi jogállapot. Budapest, 1891 (a budapesti egyetem pályadíját nyerte)
- A souverenitás (felségiség) tana. Budapest, 1892
- A konzuli bíráskodás intézményt. Budapest, 1904